# Monte Geikie
Mount Geikie es una montaña en la cadena de la costa Oeste de Tasmania occidental, Australia. Tiene una elevación de 1.191 metros (3.907 pies) sobre el nivel del mar.
Monte Geikie tiene una elevación de 1,191 metros (3,907 ft) sobre el nivel de mar.

## Ubicación y características
El monte Geikie se encuentra justo al norte del lago Margaret y está justo al oeste de los lagos tributarios más pequeños del lago Margaret - Lake Mary, Lake Martha y Lake Magdala. 
El terreno elevado circundante al norte de monte Geikie se conoce como 'The Tyndalls' o se confunde con el monte Tyndall. La zona está en el extremo norte de un conjunto de montañas que se encuentran al norte del monte Sedgwick, que se encuentra sobre el primer gran valle glacial entre el monte Sedgwick y el monte Lyell. Los 'Tyndalls' tienen varios lagos glaciales, y se encuentran al sureste de la mina Henty Gold  y la presa de Hidro Tasmania  en el río Henty, y al sur del Lago Mackintosh, el lago Murchison y Tullah.